# Tàu ngầm lớp Ha-201
Tàu ngầm lớp Ha-201 (波第二〇一型潜水艦, Ha Dai-201-gata Sensuikan) là loại tàu ngầm có tốc độ cao, nhỏ nhưng có thể lặn sâu của Hải quân Hoàng gia Nhật Bản. Được đưa vào hoạt động năm 1945 tên gọi chính thức cho thiết kế của tàu là Tốc độ - Nhỏ gọn(潜高小型, Sen Taka-Ko gata).

## Việc đóng tàu
Theo dự án S61 vào cuối năm 1944 hải quân Hoàng gia Nhật Bản sẽ phải đóng được nhiều loại tàu ngầm hoạt động gần bờ để có thể giúp Nhật Bản tự vệ trước kế hoạch tấn công vào Nhật Bản của quân Đồng Minh. 79 chiếc tàu ngầm lớp này đã được lên kế hoạch đóng nhưng chỉ có 9 chiếc đóng xong trước khi chiến tranh kết thúc và 1 chiếc đóng vừa xong sau chiến tranh.

## Các tàu
9 chiếc tàu ngầm lớp Ha-201 được đóng và 1 chiếc hoàn thành vừa sau chiến tranh tất cả điều được dóng tại xưởng đóng tàu quân đội Sasebo là:
- Chiếc Ha-201 hoàn thành 31-05-1945 bị đánh chìm ngày 01-04-1946 ngoài khơi quần đảo Gotō.
- Chiếc Ha-202 hoàn thành 31-05-1945 bị đánh chìm ngày 01-04-1946 ngoài khơi quần đảo Gotō.
- Chiếc Ha-203 hoàn thành 26-06-1945 bị đánh chìm ngày 01-04-1946 ngoài khơi quần đảo Gotō.
- Chiếc Ha-204 hoàn thành 25-06-1945 bị tháo dỡ vào 08-1948 tại vịnh Aburatsu.
- Chiếc Ha-205 hoàn thành 03-07-1945 bị đánh chìm 05-1946 tại Iyo Nada.
- Chiếc Ha-207 hoàn thành 14-08-1945 bị đánh chìm ngày 05/04/1946 ngoài khơi Sasebo.
- Chiếc Ha-208 hoàn thành 04-08-1945 bị đánh chìm ngày 01-04-1946 ngoài khơi quần đảo Gotō.
- Chiếc Ha-209 hoàn thành 04-08-1945 bị đánh chìm ngày 01-04-1946 ngoài khơi quần đảo Gotō.
- Chiếc Ha-210 hoàn thành 11-08-1945 bị đánh chìm ngày 05/04/1946 ngoài khơi Sasebo.
- Chiếc Ha-216 hoàn thành 16-08-1945 bị đánh chìm ngày 05/04/1946 ngoài khơi Sasebo.